# Ieud (gmina)
Ieud – gmina w Rumunii, w okręgu Marmarosz. Obejmuje tylko jedną miejscowość Ieud. W 2011 roku liczyła 4318 mieszkańców.